# Jacobo Fitz-James Stuart y Ventimiglia
Jacobo Fitz-James Stuart y Ventimiglia   (Nàpols, 3 de juny de 1821 - Madrid, 10 de juliol de 1881), també anomenat Santiago Fitz-James Stuart, va ser un noble espanyol, XV duc d'Alba i VIII de Berwick. Va ser diputat a les Corts, alcalde de Madrid i senador al Senat d'Espanya.

## Orígens
Va néixer a Nàpols el 3 de juny de 1821, fill primogènit del XIV duc d'Alba, Carlos Miguel Fitz-James Stuart y Silva, i de la seva esposa, la italiana Rosalia Ventimiglia de Moncada. Abans d'esdevenir hereu, durant la seva joventut, va ostentar el títol de duc de Huéscar.

## Duc d'Alba
A la mort del seu pare el 1835, va heretar els títols i el patrimoni de la casa d'Alba, que va tenir lloc per diligència de 21 de novembre del mateix any.
Jacobo va ser vuit vegades gran d'Espanya per l'acumulació dels seus títols nobiliaris. Va ostentar, entre molts altres, els títols de XV duc d'Alba de Tormes, VIII de Berwick, de Llíria i Xèrica i de Montoro, XIII de Huéscar, XIX comte de Lemos, XV de Lerín, VIII comte-duc d'Olivares i duc de Sanlúcar, XIII marquès del Carpio i comte de Monterrey. A més, va ostentar el títol de Conestable de Navarra, d'origen medieval i vinculat al comtat de Lerín, i el de Gran Canceller de les Índies fins a 1873, que va extingir-se el càrrec.
Va vendre part del patrimoni artístic de la casa d'Alba a París, que va suposar un considerable descens de la col·lecció familiar.
D'altra banda, va ser membre de la cort espanyola com a gentilhome de cambra amb exercici del rei Francesc d'Assís. Així mateix, fou cavaller mestrant de la Reial Mestrança de Granada, condecorat amb la Gran Creu de Carles III i membre de l'orde de Calatrava.

## Activitat política
En la política, va ser diputat al Congrés dels Diputats entre 1850 i 1851, elegit pel districte de Pontedeume (La Corunya). El 1857 va ser alcalde de la vila de Madrid.
Després va ser membre del Senat d'Espanya per dret propi entre 1858 i 1868, senador per la província de Madrid el 1876, i de nou per dret propi entre 1877 i 1881.

## Matrimoni i descendència
En l'àmbit personal, es va casar a Madrid el 14 de febrer de 1844 amb María Francisca de Sales Portocarrero-Palafox, comtessa de Montijo i de Miranda i dama de la reina Isabel II.
Van tenir a Carlos María Fitz-James Stuart, següent duc d'Alba, María de la Asunción, duquessa de Galisteo i casada amb el duc de Tamames, i la darrera, María Luisa, duquessa de Montoro i casada amb el duc de Medinaceli.

## Mort
El duc va morir a Madrid el 10 de juliol del 1881. Les seves restes van ser dipositades al monestir de la Immaculada Concepció de Loeches.